# Igimon de Tasos
Igimon fue un poeta cómico griego antiguo del siglo V a. C., coincidiendo su apogeo con la época de la guerra del Peloponeso.
Conocido con el sobrenombre de "Faki", Igimon se distinguió principalmente como creador de la parodia como género teatral. 
Su parodia "Gigantomachia" era esencialmente una autobiografía satírica suya, con la que los atenienses, sin embargo, se rieron tanto que olvidaron su derrota en Sicilia, de la que fueron informados en ese momento, y permanecieron en el teatro riendo y llorando.
Se escribió que durante la representación de una de sus comedias, Igimon llevó un montón de piedras al teatro para que el público lo apedreara con ellas, en caso de que no les gustara la comedia.
El objetivo principal de sus obras era crear impresiones divertidas, desarrollar un tono épico y majestuoso para narrar los conflictos banales, y esto produjo el efecto cómico.